# تشنغ روي
تشنغ روي (بالصينية: 程瑞) هو لاعب كرة الريشة صيني، ولد في 31 يوليو 1979 في ووهان في الصين.

## وصلات خارجية
- تشنغ روي على موقع BWF.tournamentsoftware.com (الإنجليزية)
- تشنغ روي على موقع BWFbadminton.com (الإنجليزية)